# Paramysis loxolepis
Paramysis loxolepis är en kräftdjursart som först beskrevs av Georg Ossian Sars 1895.  Paramysis loxolepis ingår i släktet Paramysis och familjen Mysidae. Inga underarter finns listade i Catalogue of Life.